# Introversión y extraversión
Los términos introversión y extraversión fueron difundidos por Carl Gustav Jung en su obra Tipos psicológicos y definen tipos psicológicos básicos en el marco de su teoría de la personalidad:
- La introversión es una actitud típica que se caracteriza por la concentración del interés en los procesos internos del sujeto. Los introvertidos se interesan principalmente por sus pensamientos y sentimientos, por su mundo interior. Prefieren un ambiente tranquilo y menos estimulante.[1] Tienden a ser profundamente introspectivos.
- La extraversión, por el contrario, es una actitud típica que se caracteriza por la concentración del interés en un objeto externo. Los extravertidos se interesan por el mundo exterior de la gente y de las cosas, tratan de ser más sociables y de estar más al tanto de lo que pasa en su entorno.

Nadie es completamente introvertido, ni absolutamente extravertido. Sin embargo, cada individuo trata de favorecer una u otra actitud. En ocasiones es más apropiada la introversión, otras veces lo es la extraversión. Las dos son mutuamente excluyentes. No se puede mantener en forma concurrente una actitud introvertida y otra extravertida.[cita requerida]